# 佐賀藍葉
佐賀 藍葉（さが あいは、2001年5月20日 - ）は、日本の女子バスケットボール選手である。ポジションはシューティングガード。

## 来歴
愛知県出身。
名古屋女子大高校でウィンターカップベスト8。
2020年、三菱電機にアーリーエントリーを経て加入。
2023年、退団。